# Средец (град)
Вижте пояснителната страница за други значения на Средец.
Средец е град в Югоизточна България, област Бургас. Той се намира в полите на Странджа планина в близост до Мандренско езеро. Градът е административен център на община Средец. По данни на ГРАО към 15 юни 2024 г. населението на града е 8497 души по настоящ адрес и 8898 души по постоянен адрес, което го прави шестото по големина населено място в област Бургас.

## География
Град Средец се намира в полите на планината Странджа, на 30 km югозападно от областния център Бургас. Градът е разположен на десния бряг на Средецка река.

## История
За първи път селището е споменато в пътепис през 1595 г. под името Карабунар, което на турски език означава „черен кладенец“. През 1651 г. Евлия Челеби в своите пътеписи казва, че в Карабунар има кервансарай с харем, място за камили и място за три хиляди глави добитък. Шведският крал Карл XII през 1713 г. нощува в хана на Карабунар на път за Цариград. През 1762 г. село Карабунар има шестстотин къщи и е сред най-големите села в района. Поп Стойко Владиславов (Софроний Врачански) учителства там през 1792 – 1793 година. Поради чумна епидемия през 1795 – 1796 г. селото запада; остават около сто и петдесет къщи. Кърджалийските разбойници на Кара Фейзи разграбват и опожаряват селището през 1800 г. След Руско-турската война от 1828 – 1829 г., съгласно с подписания Одрински мирен договор, над седемдесет карабунарски семейства се изселват в Бесарабия. През 1858 г. със султански ферман е построена църквата „Всех святих“ на мястото на стар църковен храм. През 1868 г. Васил Левски минава през Карабунар.
През Руско-турската война (1877 – 1878 г.) командирът на Иркутския пехотен полк майор Степанов издава заповед на командира на Първа стрелкова рота капитан Тимофеев да се придвижи по линията от Айтос, Русокастро, Дюлево, Средец и оттам за с. Варовник. Последователно, преминавайки през Русокастро, руските войски разбиват турските части, които охранявали пътя, идващ от Провадия. На 15 февруари 1878 г. около местността Еркесията се установява Първа стрелкова рота на капитан Тимофеев и рано сутринта пристига в Карабунар, като, за да заблуди турците, капитан Тимофеев изпраща няколко стрелковаци, които започват да стрелят от другата страна на пътя. Турската войска се отправя към стрелците, а основната руска войска тръгва по ручейчето, идващо от Белянка през Средецкото тепе. На поляната, която се намира над старата баня, т.е. днешната улица „Любен Каравелов“, са разположени три оръдия и основната турска войска, очакваща руснаците да се появят от пътя, идващ от Бургас. В ръкопашния бой Първа стрелкова рота начело с капитан Тимофеев за по-малко от пет часа унищожава турските войски. Първо с атака на руските войски, активно подкрепяни от жителите на Карабунар, е превзето едно от турските оръдия. След този щурм, почти надвечер са превзети другите две оръдия. По заповед на командира Али бей турците се отправят към Странджа планина, за да избегнат по-тежко поражение. На 16 февруари 1878 г. 93-ти Иркутски полк освобождава селището Карабунар.
След Освобождението на България Карабунар става околийски център. В края на XIX век етнографът Димитър Маринов отбелязва жителите на Карабунар и няколко съседни села като рупци, предполагайки въз основа на неясни местни легенди, че те са потомци на бежанци от насилствената ислямизация в Родопите през XVII век.

## Имена и статут
Името на селището е Карабунар до 14 август 1934 г., когато е преименувано на Средец (изписвано като Срѣдецъ) до правописната реформа на българския език от 1945 г.
На 1 юни 1950 г. селището е преименувано на Грудово в чест на комунистическия деец и бивш кмет на селото (1923 г.) Тодор Грудов. Съгласно с директивата на Българската комунистическа партия през септември 1923 г. той организира въоръжена група, която завзема властта в селото и се отправя към Бургас. Край село Карабаир (сега кв. Меден рудник) и край старата гара Бургас (сега гара „Владимир Павлов“) стават престрелки, при които има убити и ранени.
С президентски указ е върнато старото име Средец, считано от 23 януари 1993 г. Селището има статут на град от 6 февруари 1960 г.

## Население
Численост на населението според преброяванията през годините:
| \| Година на преброяване \| Численост \| \| --------------------- \| --------- \| \| 1934 \| 3126 \| \| 1946 \| 3912 \| \| 1956 \| 7680 \| \| 1965 \| 9168 \| \| 1975 \| 9863 \| \| 1985 \| 10 728 \| \| 1992 \| 10 464 \| \| 2001 \| 9641 \| \| 2011 \| 9065 \| \| 2021 \| 8624 \| |           |
| Година на преброяване | Численост |
| 1934 | 3126      |
| 1946 | 3912      |
| 1956 | 7680      |
| 1965 | 9168      |
| 1975 | 9863      |
| 1985 | 10 728    |
| 1992 | 10 464    |
| 2001 | 9641      |
| 2011 | 9065      |
| 2021 | 8624      |

Етническият състав включва 6712 българи и 1557 цигани.

## Политика
На изборите през 2023 година след балотаж печели инж. Иван Кичев, подкрепен от широка коалиция: БСП, Български възход, ПП-ДБ.

## Икономика
В общината се развиват промишленост, търговия и услуги, селско и горско стопанство. От промишлеността с най-голямо значение за общинската икономика са металургията, химическата промишленост и машиностроенето. На територията на общината е разположен завод „Промет“ – недовършеният проект за Трета металургична база на страната.

## Обществени институции
- Районна служба „Пожарна безопасност и защита на населението“
- Читалище „Пробуда“ с две библиотеки
- Болница
- Средно училище
- Професионална гимназия (ПГМССЕ)
- Районно управление на полицията
- Районно управление на гранична полиция
- Районен съд
- Районна прокуратура
- Дом за пълнолетни с умствена изостаналост
- Дом за стари хора
- Домашен социален патронаж
- Център за обществена подкрепа
- Център за настаняване от семеен тип ЦНСТ-1, 2, 3
- Дневен център за деца с увреждания
- Кризисен център за деца

## Забележителности
- Етнографски музей
- Къща музей „Байлова къща“
- Църквата „Всех Святих“
- Паметник на Софроний Врачански
- Паметник на Продан Гарджев

На 7 км от град Средец по пътя за Елхово е красивата местност Божура, в която се намират посетителският информационен център „Средец“ и туристическите комплекси „Странджа“ и „Божура“.

## Редовни събития
- Национален странджанско-тракийски събор „Фолклорен венец Божура“ – последната седмица на май
- Празник на града – 23 септември
- Рали-крос „Средец“ – 25 септември
- Кукерски игри – последната неделя на февруари[10]

## Личности
- Ангел Димитров (Страхил) – български революционер от ВТРО[11]
- Златко Янков – футболист, бивш национален състезател
- Калинка Згурова – народна певица
- Костадин П. Момчилов – член на ВТРО[12]
- Николай Петров – лекар, бивш министър
- Продан Гарджев – борец, олимпийски и световен шампион
- Стоян Попов – оперен певец
- Георги Я. Арабаджиев – командир на танк и старшина на танкова рота към поделение 70390, награждаван с множество медали и други отличия. Също така носител на орден „Червено знаме на труда“
- Христо Н. Стоянов (Страшни) – български революционер от ВТРО[11]
- Манол Вършев – директор на училището, учител по химия и революционен поет
- Янка Рупкина – народна певица

## Други
На Грудово е наречена улица в квартал „Требич“ в София (Карта).
Нос Средец на остров Смит в Антарктика е наименуван на града.